# Лінгвістичний атлас Німеччини
Лінгвісти́чний а́тлас Німе́ччини розробив Георг Венкер. Вперше світ побачив цю працю у 1926 році під редакцією Фердинанда Вреде.

## Історія створення
Перші спроби збирання діалектного матеріалу були зроблені ще у 1876 році. Матеріалом були відеозаписи шкільних вчителів Північної Німеччини. Георг Венкер спеціально розробив список питань і надіслав їх для опитування місцевого населення. Відповіді записували у транскрипції, використовуючи різні діакретичні знаки для позначення фонетичних особливостей вимови. У період з 1877 до 1887 р. йому вдалося анкетним методом зробити 50 000 досліджень, опитавши представників 45 000 населених пунктів. Питальник Венкера складався із 40 запитань, розташованих від простих до складних. Анкета була розроблена таким чином, що Георг міг відокремити вплив літературної мови від конкретно виражених особливостей діалектної мови. Наприклад, перше запитання: «Im Winter fliegen die trockenen Blätter durch die Luft herum».
Величезний масив матеріалу залишився поза увагою дослідника. Звісно, дослідити усі явища складно або навіть неможливо. Тому Венкер обмежується аналізом змін лише певних слів у межах певної території. Він розробив дві карти, які були опубліковані під назвою Sprachatlas des deutschen Reichs.
Венкер продовжує працювати, але для реалізації наступного проекту йому знадобилося близько 40 років. У 1926 році під редакцією Фердинанда Вреде був опублікований 1 том «Лінгвістичного атласу Німеччини». Це було лише питанням часу, адже дослідник мав матеріал, що був насичений фонетичними та структурними особливостями, але, на жаль, обмежений недостатньою кількість лексичних варіантів.
Проект був припинений у 1956 році, але в архівах зберігається більш ніж 16 000 карт, намальованих дослідником власноруч. Не зважаючи на проблеми, які виникали та будуть виникати, новаторство Венкера є однозначним. «Лінгвістичний атлас Німеччини» став основою для багатьох досліджень наступних поколінь.